# Кезельман, Елена Николаевна
Елена Николаевна Кезельман, урожд. Алексеева (1889—1945) — русский советский прозаик-мемуарист. Участница антропософского движения.

## Биография
Происходила из дворян, дочь члена Судебной палаты. Родная сестра жены Андрея Белого Клавдии Николаевны Васильевой-Бугаевой (урождённой Алексеевой, 1886—1970). 
Окончила гимназию. Около 1913 года серьёзно увлеклась антропософией; была членом, так называемой, Ломоносовской «группы антропософов». Вышла замуж за юриста и антропософа Сергея Матвеевича Кезельмана, с которым разошлась в 1930 году (до этого жила отдельно от мужа, находясь на его содержании).
В 1931 году московское антропософское общество подверглось разгрому со стороны советских властей. Тогда арестовали, кроме неё и её сестру Клавдию Николаевну, и многих других их друзей и знакомых. А. Белому, удалось благодаря ходатайству Мейерхольда и помощи Агранова, добиться скорого освобождения Клавдии Николаевны. Елена Николаевна же была заключена в Бутырскую тюрьму, обвинена в том, что она «являлась активной участницей нелегальной контрреволюционной организации, принимала участие в работе нелегальных кружков, то есть в преступлении, предусмотренном ст. 58, п. 10 и 11 УК».
После окончания следствия в отношении Е. Н. Кезельман постановили: «…из-под стражи освободить, лишив права проживания в 12 пунктах с прикреплением к определенному месту жительства сроком на три года, считая срок с 27/5.1931 г.», то есть с даты ареста. Местом ссылки Кезельман избрала город Лебедянь, куда и отправилась вместе со своей подругой-антропософкой и актрисой М. А. Скрябиной, дочерью композитора А. Н. Скрябина.
После смерти А. Белого, продолжая еще около года жить в Лебедяни, Елена Николаевна занималась, по просьбе сестры, выявлением и систематизацией неологизмов Андрея Белого, а вернувшись в Москву, с 1935 года вместе с сестрой работала над «Материалами к поэтическому словарю».
Умерла 10 ноября 1945 года от кровоизлияния в мозг.

## Избранные сочинения
В 1976 в журнале «Новый мир» вышли её воспоминания об А. Белом «Жизнь в Лебедяни летом 1932 года». Осталась её переписка с А. Белым, которая была опубликована там же.
- Жизнь в Лебедяни летом 32-го года // Бугаева К. Н. Воспоминания о Белом. Berkeley, 1981.
- Смерть Андрея Белого (1880—1934): Документы, некрологи, письма, дневники, посвящения, портреты (в соавт.)